# Mads Raben
Mads Raben (født 8. februar 1996) er en dansk fodboldspiller, der spiller som angriber i Dalum IF. Han skiftede til den danske klub fra OB i sommeren 2016. Han har også spillet for U16, U17 og U18-landsholdet. I 2016 skiftede han til FC Fredericia. I 2020 skiftede han til Færøernes ældste fodboldklub, TB Tvøroyri, der spillede i Betrideildin, Færøernes bedste række.
Mads Raben blev student i 2016 fra Tietgen Handelsgymnasium. Da han var 16 år gammel, fik han sin debut i Alka Superliga i 2012, og det gør ham den næst yngste spiller, der er debuteret i den danske liga.
Hans første fodboldklub var Middelfart Boldklub før hans skift til OBs ungdomsklub.